# Кровь-река
«Кровь-река» — третий, акустический студийный полноформатный альбом группы Сварга, вышел ограниченным тиражом 555 экземпляров в виде Digipak, 19 декабря 2009 года на лейбле Svasound records.
Диск был записан на студии «A&Б рекордс», звукорежиссёром Сергеем Левченко (Бензобак, (13 созвездие)). Он также принимал активное участие в аранжировке, в частности, партий перкуссии, барабанов.
Часть композиций диска представляет собой ранее издававшиеся вещи с демозаписи «Через мёртвую реку» (2000), часть была создана в 2007—2009 гг. специально для этого альбома. В записи традиционно принимали участие большое количество приглашённых музыкантов: помимо аккордеона (Hurry), были использованы варган (Hurry), флейта, испанская волынка, жалейка (Алексей «Minoss» Большов (Наследие вагантов), виолончель (Александр «Bruno» Козловский, (ex-Melancholy), женский вокал (Ольга Ланцева из Evade), Федор Ветров — альт, скрипка, Сергей «Кибальчиш» Левченко — ударные, клавишные.

## Список композиций
1. Intro
2. Девять дней
3. Сжечь
4. Дочь Воды
5. Прощай
6. Спрячь меня
7. Голос Лютеня
8. Без лучины темно
9. Смотри
10. Песня вдали
11. Ветры прощают всё
12. Кровь — река

## Участники записи
Основной состав:
- Wolfenhirt — голос, тексты
- Mike — бас, гитара, акустическая гитара
- Hurry — аккордеон, варган
- Saint — гитара, акустическая гитара
- Zahaar — ударные

Сессионные:
- Ольга Ланцева (Evade) — бэк-вокал.
- Алексей Большов (Наследие вагантов) — блок-флейта, испанская волынка (gaita gallega, жалейка и ряд других духовых инструментов).
- Александр Козловский (Melancholy) — виолончель